# 豬軟喉盤魚
豬軟喉盤魚（學名：Gouania pigra），為輻鰭魚綱喉盤魚目喉盤魚科的其中一種，分布於歐洲地中海的亞得里亞海海域，被IUCN列為易危保育類動物，本魚體細長，側視頭背輪廓呈「S」形，眼球上方凹陷，頸背凸起，頜後角延伸至或接近前鼻孔前緣垂線，眶下凹陷於眼前半部或眼中部下方，體不被鱗，覆有粘液層，腹鰭喉位，與周圍的皮褶特化成一吸盤，尾鰭圓形，體長可達4.3公分，屬底棲性魚類，棲息在潮間帶的礫石區，生活習性不明。